# Tramvajová doprava v Gorzówě Wielkopolském
V Gorzówě Wielkopolském je v provozu malá síť tramvajové dopravy o rozchodu 1435 mm.

## Historie
Provoz elektrických tramvají byl v Gorzówě Wielkopolském zahájen poprvé roku 1899. 11. září 1922 byl však ukončen pro nerentabilitu. 15. srpna 1924 byl obnoven. K dalšímu dvouletému přerušení provozu došlo po 30. lednu 1945, opět přibližně na dva roky. Roku 1947 byla obnovena první tramvajová linka. 21. července 1951 byl obnoven provoz na Zamoście, a 1955 byla předána k užívání tramvajová linka vedoucí ulicí Energetyków. 1. května 1972 začal provoz tramvajové tratě na Wieprzyce. 1973 byla vybudována trať na smyčku Piaski. Zároveň po rekonstrukci mostu byla zlikvidována trať na Zamoście.
30. listopadu 2009 byly zavedeny nové linky k vlakovému nádraží..
V současnosti se plánuje rozšíření sítě o tratě do satelitních sídlišť Górczyn a Staszica.

## Vozový park
Ve vozovém parku jsou zastoupeny pro Polsko obvyklé vozy typu Konstal 105N a Konstal 105Na. Vedle nich se zde využívají vozy Credé/Düwag 6EGTW a Wegmann/Düwag 6ZGTW, původem z německého Kasselu. Udržován je také historický poválečný dvounápravový vůz Konstal 4N.
Stav k 17. dubnu 2021.
| Soubor | Typ                 | Začátek provozu | Počet vozů |
| ------ | ------------------- | --------------- | ---------- |
|        | Konstal 105N/105Na  | 1975            | 3          |
|        | Düwag 6EGTW / 6ZGTW | 1995 / 1999     | 8          |
|        | Pesa Twist          | 2019            | 14         |

## Tramvajové linky
| Linka | Trasa |
| ----- | --- |
|       | Wieprzyce ↔ Silwana Kostrzyńska – Plac Słoneczny – Aleje 11 Listopada – gen. Władysława Sikorskiego – Warszawska – Podmiejska – Pomorska – Franciszka Walczaka |
|       | Wieprzyce ↔ Piaski Kostrzyńska – Plac Słoneczny – Aleje 11 Listopada – gen. Władysława Sikorskiego – Bolesława Chrobrego – Mieszka I – Kazimierza Wielkiego    |
|       | Piaski ↔ Silwana Kazimierza Wielkiego – Mieszka I – Bolesława Chrobrego – Warszawska – Podmiejska – Pomorska – Franciszka Walczaka                             |